# Gruppo di Improvvisazione Nuova Consonanza (album)
Gruppo di Improvvisazione Nuova Consonanza, conosciuto anche con il titolo inglese di The Private Sea Of Dreams è il primo album del Gruppo di Improvvisazione Nuova Consonanza, prodotto dalla RCA Italiana nel 1966. L'album fu ristampato nel 1967 dalla americana RCA Victor per il mercato americano con il nuovo titolo in inglese.

## Tracce
Lato A
1. Improvvisazione Per Otto
2. Trio Di Fiati
3. String Quartet
4. Improvvisazione Per Cinque

Lato B
1. Quartetto
2. Trio Per Violoncello, Tromba E Lastra Di Cristallo
3. RKBA 1675/I
4. Cantata